# Вулфф, Нэт
Натаниэль Марвин Вулфф (англ. Nathaniel Marvin Wolff; род. 17 декабря 1994, Лос-Анджелес, Калифорния, США) — американский актёр, продюсер и композитор.

## Биография
Нэт Вулфф родился в Лос-Анджелесе, Калифорния. Учился в частной школе в Нью-Йорке. Его родители — музыкант Майкл Вулфф и актриса Полли Дрейпер. Нэт — старший брат Алекса Вулффа.
Дед Нэта по материнской линии, Дрейпер Уильям III, является общественным деятелем. Кроме того, Нэт — племянник капиталиста Тима Дрейпера, двоюродный брат Джесси Дрейпер и правнук банкира и дипломата Уильяма Генри Дрейпера мл. Помимо этого, Нэт — потомок Фрэнсиса Кука (ок. 1583—1663), пассажира Мейфлауэра, и капитана Джозефа Уэлда (1599—1646), одного из основателей знаменитой семьи Уэлд из Массачусетса. Среди дальних родственников Джозефа, в свою очередь, числятся 68-й губернатор Массачусетса Уильям Уэлд и актриса Тьюсдей Уэлд.
У актёра русские, польские и немецкие корни по линии отца, а также английские, немецкие, шотландские, португальские, французские и валлийские по материнской линии.
В свободное время Нэт любит играть в баскетбол и писать музыку.

## Карьера
Нэт начал свою актёрскую карьеру в 2003 году, играя вне Бродвея в мюзикле «Getting Into Heaven». Он также сыграл в мюзикле «Baghdad» (2004), а в 2005 году получил главную роль в телефильме «Голые братья», режиссёром которого была его мать. Фильм получил приз как «Лучший семейный фильм» на Хамптонском международном кинофестивал и куплен Nickelodeon. Впоследствии на основе ленты был создан телесериал, который продолжался с 2007 по 2009 год. Младший брат Нэта также снялся в телесериале и написал музыку к нему. Телесериал принес Нэту номинацию на премию «BMI Cable Award» за написание музыки, а также две номинации на премию «Молодой актёр» и «Kids' Choice Awards» в категории «Любимый актёр телевидения».
В 2009 году Нэт появился в фильме Nickelodeon «Мистер – мама отряда». В 2011 году — снялся в фильме «Старый Новый год» в роли Уолтера и в фильме «Мир, любовь и недопонимание». В 2013 сыграл в фильме «Экзамен для двоих» в роли Джеремайи. В том же году актёра можно было увидеть в одной из главных ролей в фильме «Пало-Альто». Годом позже Нэт исполнил главную роль в фильме «Плохое поведение», где его партнершей стала Селена Гомес. Тогда же второстепенная роль в фильме «Виноваты звёзды» принесла Нэту две награды Teen Choice Awards в номинациях «Choice Movie: Scene Stealer» и «Choice Movie: Chemistry».
В 2015 году Нэт снялся в главной роли в фильме «Бумажные города», а в 2016 году был задействован в съемках Бродвейской постановки «Buried Child» вместе с Эдом Харрисом и Таиссой Фармигой.
В 2017 году Нэт исполнил роль Киры в фильме «Тетрадь смерти», основанном на одноимённой манге, а также в комедии «В гостях у Элис» с Риз Уизерспун. Кроме того, летом 2017 года на HBO состоялась премьера первого сезона сериала-антологии «Комната 104», в одном из эпизодов которого снялся актёр.
Осенью 2018-го в кинопрокат США вышел фильм «Последний выходной Стеллы», главные роли в котором исполнили Нэт и его брат Алекс. Режиссёром выступила их мать, Полли. Лента стала её второй полнометражной режиссёрской работой со времен «Голых братьев».
В начале 2020 года в Норвегии состоялась премьера фэнтезийного боевика Андре Овредала «Бог грома», главную роль в котором исполнил Нэт Вулфф. В июне картина, основанная на скандинавской мифологии, станет доступна на российских цифровых платформах.

## Фильмография
| Год       |     | Русское название            | Оригинальное название              | Роль                     |
| --------- | --- | --------------------------- | ---------------------------------- | ------------------------ |
| 2005      | ф   | Голые братья                | The Naked Brothers Band: The Movie | Нэт                      |
| 2007—2009 | с   | Голые братья                | The Naked Brothers Band            | Нэт / Лео                |
| 2009      | тф  | Мистер — мама отряда        | Mr. Troop Mom                      | в роли самого себя       |
| 2011      | ф   | Мир, любовь и недопонимание | Peace, Love, & Misunderstanding    | Джейк Хадсон             |
| 2011      | кор | Особые дела                 | Special Things To Do               | Клифф Финли              |
| 2011      | ф   | Старый Новый год            | New Year's Eve                     | Уолтер                   |
| 2012      | ф   | Застрял в любви             | Stuck in Love                      | Расти Бордженс           |
| 2013      | ф   | Экзамен для двоих           | Admission                          | Джеремайя                |
| 2013      | ф   | Искусство любви             | The Last Keeper                    | Саймон                   |
| 2013      | ф   | Пало-Альто                  | Palo Alto                          | Фред                     |
| 2014      | ф   | Виноваты звёзды             | The Fault in Our Stars             | Айзек                    |
| 2014      | ф   | Плохое поведение            | Behaving Badly                     | Рик Стивенс              |
| 2015      | ф   | Бабушка                     | Grandma                            | Кэм                      |
| 2015      | ф   | Эшби                        | Ashby                              | Эд Уоллис                |
| 2015      | ф   | Бумажные города             | Paper Towns                        | Квентин «Кью» Джейкобсен |
| 2015      | ф   | Стажёр                      | The Intern                         | Джастин                  |
| 2016      | ф   | —                           | Buried Child                       | Винс                     |
| 2016      | ф   | И проиграли бой             | In Dubious Battle                  | Джим Нолан               |
| 2016      | мф  | Балерина                    | Ballerina                          | Виктор                   |
| 2017      | ф   | Тетрадь смерти              | Death Note                         | Лайт Тернер              |
| 2017      | ф   | В гостях у Элис             | Home Again                         | Тедди Дорси              |
| 2017      | с   | Комната 104                 | Room 104                           | Джозеф                   |
| 2018      | ф   | Рози                        | Rosy                               | Даг                      |
| 2018      | ф   | Последний выходной Стеллы   | Stella’s Last Weekend              | Джек                     |
| 2019      | ф   | Убийственная команда        | The Kill Team                      | Эндрю Бриггман           |
| 2019      | ф   | Хорошая осанка              | Good Posture                       | Джон                     |
| 2019      | ф   | Всегда верен                | Semper Fi                          | Ойстер                   |
| 2020      | ф   | Бог грома                   | Mortal                             | Эрик                     |
| 2020      | ф   | Видеорегистратор            | Body Cam                           | Дэнни Холледж            |
| 2020      | ф   | Мейнстрим                   | Mainstream                         | Джейк                    |
| 2020—2021 | с   | Противостояние              | The Stand                          | Ллойд Хенрид             |
| 2022      | ф   | Убийство в Йеллоустон-Сити  | Murder at Yellowstone City         | Джимми Эмброуз-мл.       |
| 2023      | с   | Консультант                 | The Consultant                     | Крейг                    |
| 2024      | ф   | Что ведёт меня к тебе       | Which Brings Me to You             | Уилл                     |
|           | ф   | Грязная игра                | Play Dirty                         |                          |